# Ada (święta)
Ada lub Adrehilda żyła prawdopodobnie w VII w. Urodziła się w Soissons. Ksienia, przeorysza w opactwie benedyktyńskim w Le Mans.
Być może, że dwie wersje imienia: Ada i Adrehilda dotyczą dwóch różnych świętych. Zgodnie z pochodzącym z IX w Gesta Aldrici Ada żyła w VI wieku, natomiast w  datowanych później aktach biskupów le Mans, występuje w jako Adrehilda w dokumencie z roku 683 i jako Ada w dokumencie z roku 692. W katedrze Le Mans były przechowywane i czczone relikwie Świętej Ady lub Adrehildy aż do wojen religijnych w XVI w. gdy zaginęły. 
Wspomnienie liturgiczne świętej jest kultywowane 28 lipca lub 4 grudnia.
W ikonografii przedstawiana jest w stroju mniszki z atrybutem w postaci księgi symbolizującej życie według nakazów Pisma Świętego, rozmodlenie i medytację.